# HMS Blanche (H47)
La HMS Blanche (Pennant number H47), decima nave da guerra della Royal Navy britannica a portare questo nome, è stata un cacciatorpediniere classe B. Impostato nei cantieri Hawtorn Leslie il 29 luglio 1929, venne varato il 29 maggio 1930 ed entrò in servizio nel 1931.

## Servizio
Al momento dell'ingresso in servizio l'unità venne assegnata alla Mediterranean Fleet, dove rimase fino al 1935, quando venne trasferita nella Home Fleet. Nel 1938, mentre si trovava in servizio nei pressi di Gibilterra durante la guerra civile spagnola, venne attaccata da cinque aerei nazionalisti, senza però ricevere danni. Nel 1939, in seguito alle crescenti minacce di guerra, venne trasferita nel Nore con base a Sheerness.
Allo scoppio della seconda guerra mondiale venne aggregata alla 19ª Flottiglia cacciatorpediniere, con il compito di scortare le navi trasporto impegnate nel traghettamento in Francia della British Expeditionary Force. Nel mese di ottobre venne impiegata nel canale della Manica e nel Mare del Nord con compiti di pattuglia.
L'11 novembre prese parte ad una missione di posa di un campo minato insieme al cacciatorpediniere Basilisk e all'incrociatore posamine Adventure. Due giorni dopo l'incrociatore colpì una mina nei pressi della nave faro di Tongue, nell'estuario del Tamigi e la Blanche si avvicinò per prestare assistenza, colpendo però a sua volta una mina magnetica. Gravemente danneggiata, l'unità venne presa a rimorchio dal rimorchiatore Fabia, affondando però prima di raggiungere il porto. Nell'esplosione un marinaio rimase ucciso e 12 feriti.
Le mine colpite dalle due unità britanniche erano state posate la notte precedente dai cacciatorpediniere tedeschi Karl Galster, Hans Ludeman, Herman Kunne e Wilhelm Heidkamp.
La Blanche guadagnò così lo sfortunato primato di essere il primo cacciatorpediniere della Royal Navy perso nel corso della seconda guerra mondiale.